# Лёгкая атлетика на летних Олимпийских играх 1904 — бег на 2590 метров с препятствиями
Соревнования по бегу на 2590 метров с препятствиями среди мужчин на летних Олимпийских играх 1904 прошли 29 августа. Приняли участие семь спортсменов из двух стран.

## Призёры
| Золото            | Серебро                   | Бронза           |
| Джим Лайтбоди США | Джон Дейли Великобритания | Артур Ньютон США |

## Соревнование
| Место | Спортсмен             | Результат  |
| ----- | --------------------- | ---------- |
| 1     | Джим Лайтбоди (USA)   | 7:39,6 OR  |
| 2     | Джон Дейли (GBR)      | 7:40,6     |
| 3     | Артур Ньютон (USA)    | 7:46,0     |
| 4     | Уильям Вернер (USA)   | Неизвестен |
| 5-7   | Харви Кон (USA)       | Неизвестен |
| 5-7   | Дэвид Мансон (USA)    | Неизвестен |
| 5-7   | Ричард Сэндфорд (USA) | Неизвестен |